# 2024年のロシア
2024年のロシア（2024ねんのロシア）では、2024年のロシアに関する出来事について記述する。

## 国家元首等
- 大統領
  - 第4代: ウラジーミル・プーチン（2012年5月7日 - ）
- 首相
  - 第11代: ミハイル・ミシュスティン（2020年1月16日 - ）

## できごと

### 1月
- 1月25日 - サンクトペテルブルクの裁判所、ウラドレン・タタルスキー爆殺事件の容疑者ダリヤ・トレポワに対し、禁固27年、罰金60万ルーブルの判決[1]。女性に対する判決としては「ロシア史上、最も厳しい」とされた[1]。

### 2月
- 2月16日 - プーチン政権批判の有力者アレクセイ・ナワリヌイ、収監先の刑務所で死去[2]。

### 3月
- 3月15日-17日 - 2024年ロシア大統領選挙。
- 3月22日 - モスクワ郊外コンサート会場銃乱射事件。

### 5月
- 5月14日 - 国営の天然ガス企業ガスプロムは2023年12月期決算で、最終損益が6290億ルーブルの赤字と報道された。予想では4470億ルーブルの黒字だった[3]。

### 6月
- 6月12日-23日 - BRICS Gamesをカザンにて開催。
- 6月19日 - 2024年露朝首脳会談

### 10月
- 10月22日-24日 - BRICS首脳会議をカザンにて開催。総括文書「カザン宣言」を採択[4]。

### 11月
- 11月21日 -  アメリカ合衆国の政府はロシアの銀行50行前後（ガスプロムバンクを含む）に制裁を科したと、報道された[5]。